# Кульгінов Алтай Сейдірович
Алтай Сейдіровіч Кульгин (каз. Altaı Seıdiruly Kólginov; 15 січня 1978 р. Туркестанська область Сариагаський район, Казакська РСР СРСР) — державний діяч Республіки Казахстан, акім міста Астана.

## Трудова біографія
У 2000 році - строкова служба в армії.
У 2001 році - працював головним спеціалістом, виконуючим обов'язки у відділі кадрової роботи Ц (Д) ПЗІІ при Генеральній прокуратурі РК (2001).
З 2002 року по 2003 рік - працював прокурором управління формування правової статистики Комітету з правової статистики та спеціальним обліками Генеральної прокуратури Республіки Казахстан.
З 2003 року по 2007 рік - працював заступником начальника Управління Агентства у справах державної служби по Астані.
З 2007 року по 2008 рік - начальник управління аналізу і розробки підзаконних актів Міністерстві юстиції Республіки Казахстан.
З 2008 року по 2010 рік - заступник генерального директора ТОВ «Алаш Медіа Груп».
З 2010 року по 2012 рік - державний інспектор відділу державного контролю та організаційно-територіальної роботи Адміністрації президента Республіки Казахстан.
З 8 лютого 2012 року до 4 квітня 2013 року - заступник акима Західно-Казахстанської області.
З 4 квітня 2013 року по 26 березня 2016 року - акім міста Уральська.
З 26 березня 2016 року - аким Західно-Казахстанської області.
З 13 червня 2019 року указом президента призначений Якимом міста Нур-Султана.

### Зарплата
У серпні 2016 року всім акімату були розіслані запити з проханням оприлюднити оклади перших керівників. Заробітна плата акима Західно-Казахстанської області Алтаю Кульгінова склала 742 527 тенге в місяць (або $ 2 152 за курсом 345 тг).

## Освіта
- Абердинський університет Велика Британія, магістр за президентською програмою «Болашак» - спеціальність міжнародне комерційне право.

## Нагороди
- Медаль «25 років незалежності Республіки Казахстан» (2016)
- Медаль «20 років Астані» (2018)